# Martín Montoya
Martín Montoya Torralbo  (Gavà, Barcelona, España, 14 de abril de 1991) es un futbolista español que juega como defensa en el Aris Salónica F. C. de la Superliga de Grecia.
Se formó en La Masía del F. C. Barcelona, llegando al filial azulgrana en 2008 y debutó con el primer equipo en 2011. Formó parte de las categorías inferiores de la selección de España. Con la sub-17 consiguió el Campeonato de Europa en 2008, y con la sub-21 logró ganar el Europeo en 2011 y 2013.

## Trayectoria

### F. C. Barcelona
Martín Montoya ingresó con ocho años en el fútbol base del F. C. Barcelona. Durante una década, ha pasado por todas las categorías inferiores del club, desde Benjamín hasta llegar a debutar con el primer equipo. La temporada 2007-08 jugó con el Juvenil A, llegando a ser subcampeón de la Copa del Rey de la categoría. 
El 9 de septiembre de 2008, siendo todavía jugador del Juvenil, debutó con el primer equipo, con motivo de la semifinal de la Copa Cataluña ante el U. E. Sant Andreu siendo elegido por sobre el lateral de la cantera Francisco Cisneros.
La temporada 2008-09 la inició con el Juvenil A pero la terminó con el Barcelona Atlètic en Segunda División B. 
El 19 de agosto de 2009 jugó por primera vez como titular con el primer equipo con motivo del Trofeo Joan Gamper, en el que los azulgrana fueron derrotados por el Manchester City.
La temporada 2010-11 fue titular indiscutible con el F. C. Barcelona B en Segunda División. Esa misma temporada debutó en Primera División con el primer equipo. Su estreno tuvo lugar el 26 de febrero de 2011, en el Iberostar Estadio ante el R. C. D. Mallorca. Montoya saltó al terreno de juego en el minuto 85 en lugar de Adriano.

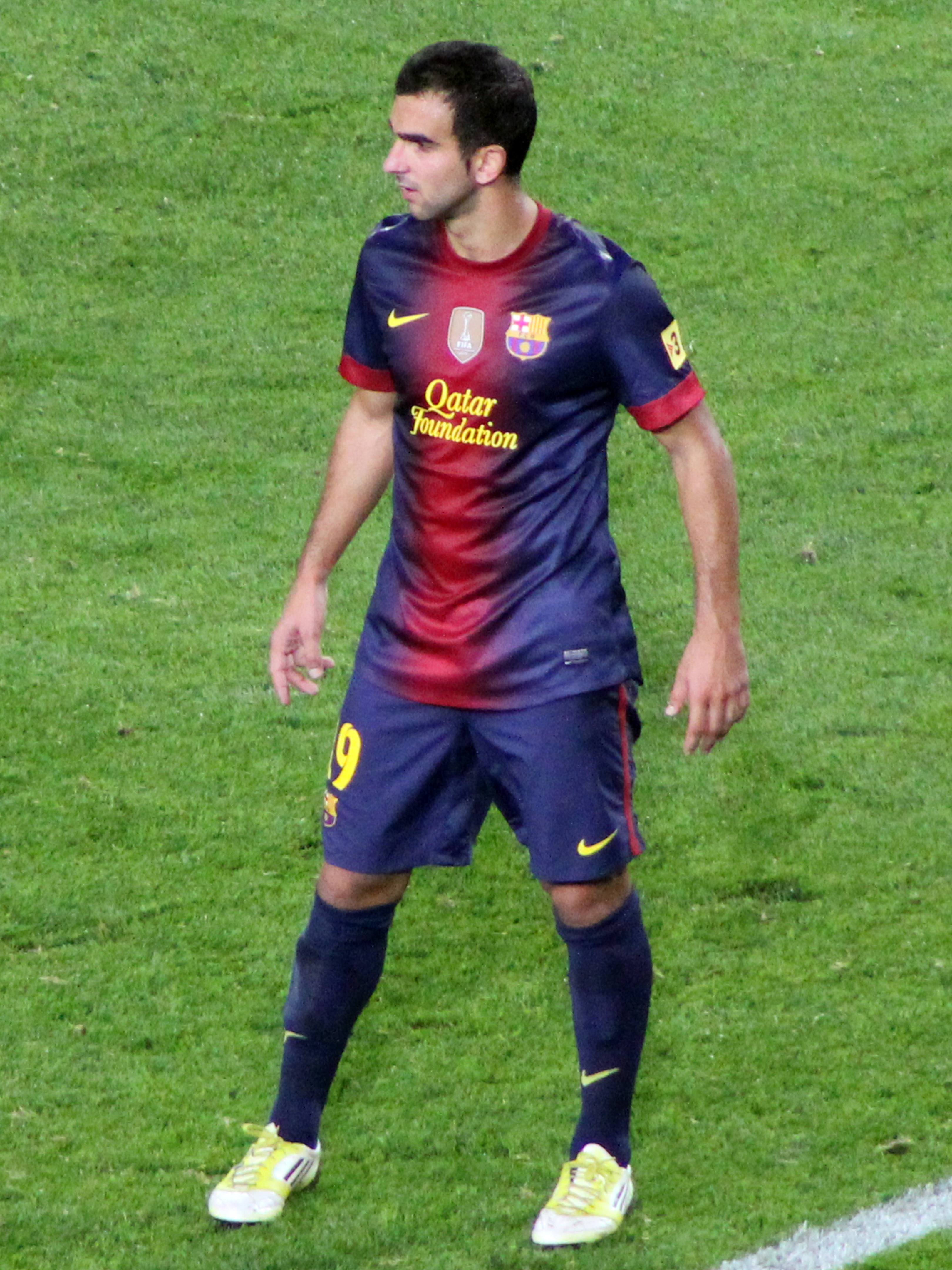
Montoya durante un encuentro con el Barça.

En la temporada 2011-12 fue parte del primer equipo, siendo citado a la mayoría de los partidos. El 6 de diciembre de 2011 debutó en la Liga de Campeones y marca un gol contra el F. C. BATE Borisov. El 25 de mayo de 2012 Montoya jugó de titular, debido a la lesión de Dani Alves, la final de la Copa del Rey contra el Athletic Club, partido que ganaría el Barça por 3-0, obteniendo así su campeonato número 26 en dicha competición. Jugó las últimas 4 jornadas de esta temporada como titular. 
El 1 de junio de 2013 Montoya anotó desde fuera del área, poniendo el marcador 3-0 contra el Málaga en la última jornada de La Liga.
La temporada 2013-14 va perdiendo continuidad bajo las órdenes de Tata Martino. El 19 de enero de 2014 ante el Levante llegó a la cifra de 50 partidos con el primer equipo. El 22 de marzo amplió su contrato con el equipo culé hasta 2018. Finalmente en esa campaña acabaría disputando un total de 19 partidos.
En la temporada 2014-15, con la llegada de Luis Enrique su continuidad siguió bajando, jugando un total de 12 partidos con la camiseta azulgrana en toda la temporada.

### Inter de Milán
El 3 de julio de 2015 se hizo oficial su cesión por el Inter de Milán por dos temporadas con opción de compra de 7 millones de euros. No sería hasta el 12 de diciembre cuando debutara con el equipo "nerazzurri" en la goleada por 4-0 al Udinese Calcio, jugando todo el encuentro. Habiendo participado solo en cuatro partidos se decide rescindir el contrato de cesión.

### Real Betis
En el mercado de invierno de la temporada 2015-16, una vez rescindida su cesión al Inter, llegó cedido por el Barcelona al Real Betis Balompié hasta junio de 2016. Debutó como verdiblando el 7 de febrero de 2016 en la victoria 1-0 ante el Valencia. Participó en 13 partidos, perdiéndose solo tres encuentros por lesión, pero a final de temporada volvió a Barcelona.

### Valencia C. F.
El 29 de julio de 2016 fichó con la carta de libertad por el Valencia Club de Fútbol hasta el 30 de junio de 2020. El club valenciano necesitaba un lateral derecho tras la salida de Antonio Barragán. Debutó en partido oficial en la primera jornada, el 22 de agosto, en Mestalla siendo titular frente a Las Palmas.

### Brighton
El 9 de agosto de 2018 se hizo oficial su fichaje por el Brighton & Hove Albion de la Premier League por 7 millones de euros.

### Regreso al Real Betis
Tras dos temporadas en Inglaterra, el 25 de agosto de 2020 se hizo oficial su regreso al Real Betis Balompié firmando un contrato hasta 2024. En esta segunda etapa ganó la Copa del Rey, pero solo participó en 24 partidos en tres años y en agosto de 2023 llegó a un acuerdo para la rescisión de su contrato.
El mismo día que abandonó la entidad verdiblanca se anunció su fichaje por el Aris Salónica F. C. por dos temporadas.

## Selección nacional
Ha sido internacional en varias categorías inferiores de la selección española: sub-16, sub-17, sub-19 y sub-21. Con el combinado Sub-17 fue campeón de Europa de la categoría en 2008 y con el equipo Sub-19 fue subcampeón europeo en 2010, siendo titular en ambas finales.
El 8 de febrero de 2011 debutó con la selección sub-21 en un partido amistoso contra Dinamarca. Para después ser incluido en la nómina que viajaría a Dinamarca para disputar la Eurocopa Sub-21 en al cual tiene una participación regular, el equipo llega a la final en donde deben enfrentarse a Suiza, a quienes derrotan por 2-0 con goles de Adrián y su excompañero en el filial azulgrana: Jeffrén Suárez. Luego del torneo, el 25 de agosto fue convocado por la selección absoluta por primera vez para los partidos del combinado ante Chile, el 2 de septiembre en un amistoso, y para el partido clasificatorio para la Eurocopa 2012 ante Liechtenstein del día 6 del mismo mes. De este modo se convirtió en el segundo jugador de la historia del filial en ser convocado por la selección absoluta de España, tras Thomas Christiansen, pero a diferencia del hispano-danés, Montoya no llegó a debutar.
En julio de 2012 fue incluido en la lista de 18 jugadores que participaron representando a España en los Juegos Olímpicos de Londres 2012, en donde lamentablemente tuvieron una horrorosa participación, sin poder pasar de fase de grupos.
Ya en 2013 participó, al igual que dos años atrás, en la Eurocopa Sub-21 que se disputaría en Israel, en la cual tuvo una importante participación jugando 4 encuentros, la escuadra llegó hasta la final la cual sería contra Italia un rival que no los complicó terminando con un resultado de 4-2.

## Estadísticas

### Clubes
- Actualizado el 10 de mayo de 2025.[24][25]

| Club                                    | Div.          | Temporada     | Liga  | Liga  | Copas nacionales | Copas nacionales | Copas internacionales | Copas internacionales | Total | Total |
| Club                                    | Div.          | Temporada     | Part. | Goles | Part.            | Goles            | Part.                 | Goles                 | Part. | Goles |
| --------------------------------------- | ------------- | ------------- | ----- | ----- | ---------------- | ---------------- | --------------------- | --------------------- | ----- | ----- |
| F. C. Barcelona "B" · España            | 2.ª B         | 2008-09       | 1     | 0     | —                | —                | —                     | —                     | 1     | 0     |
| F. C. Barcelona "B" · España            | 2.ª B         | 2009-10       | 23    | 0     | —                | —                | —                     | —                     | 23    | 0     |
| F. C. Barcelona "B" · España            | 2.ª           | 2010-11       | 30    | 0     | —                | —                | —                     | —                     | 30    | 0     |
| F. C. Barcelona "B" · España            | 2.ª           | 2011-12       | 21    | 0     | —                | —                | —                     | —                     | 21    | 0     |
| F. C. Barcelona "B" · España            | Total club    | Total club    | 75    | 0     | —                | —                | —                     | —                     | 75    | 0     |
| F. C. Barcelona · España                | 1.ª           | 2010-11       | 2     | 0     | 0                | 0                | 0                     | 0                     | 2     | 0     |
| F. C. Barcelona · España                | 1.ª           | 2011-12       | 7     | 0     | 2                | 0                | 1                     | 1                     | 10    | 1     |
| F. C. Barcelona · España                | 1.ª           | 2012-13       | 15    | 1     | 6                | 0                | 3                     | 0                     | 24    | 1     |
| F. C. Barcelona · España                | 1.ª           | 2013-14       | 13    | 0     | 4                | 0                | 2                     | 0                     | 19    | 0     |
| F. C. Barcelona · España                | 1.ª           | 2014-15       | 8     | 0     | 3                | 0                | 1                     | 0                     | 12    | 0     |
| F. C. Barcelona · España                | Total club    | Total club    | 45    | 1     | 15               | 0                | 7                     | 1                     | 67    | 2     |
| Inter de Milán · Italia                 | 1.ª           | 2015-16       | 3     | 0     | 1                | 0                | —                     | —                     | 4     | 0     |
| Inter de Milán · Italia                 | Total club    | Total club    | 3     | 0     | 1                | 0                | —                     | —                     | 4     | 0     |
| Real Betis Balompié · España            | 1.ª           | 2015-16       | 13    | 0     | —                | —                | —                     | —                     | 13    | 0     |
| Valencia C. F. · España                 | 1.ª           | 2016-17       | 29    | 2     | 2                | 0                | —                     | —                     | 31    | 2     |
| Valencia C. F. · España                 | 1.ª           | 2017-18       | 25    | 0     | 6                | 0                | —                     | —                     | 31    | 0     |
| Valencia C. F. · España                 | Total club    | Total club    | 54    | 2     | 8                | 0                | —                     | —                     | 62    | 2     |
| Brighton & Hove Albion F. C. Inglaterra | 1.ª           | 2018-19       | 25    | 0     | 4                | 0                | —                     | —                     | 29    | 0     |
| Brighton & Hove Albion F. C. Inglaterra | 1.ª           | 2019-20       | 27    | 0     | 0                | 0                | —                     | —                     | 27    | 0     |
| Brighton & Hove Albion F. C. Inglaterra | Total club    | Total club    | 52    | 0     | 4                | 0                | —                     | —                     | 56    | 0     |
| Real Betis Balompié · España            | 1.ª           | 2020-21       | 5     | 0     | 3                | 1                | —                     | —                     | 8     | 1     |
| Real Betis Balompié · España            | 1.ª           | 2021-22       | 6     | 0     | 0                | 0                | 4                     | 0                     | 10    | 0     |
| Real Betis Balompié · España            | 1.ª           | 2022-23       | 6     | 0     | 0                | 0                | 0                     | 0                     | 6     | 0     |
| Real Betis Balompié · España            | Total club    | Total club    | 30    | 0     | 3                | 1                | 4                     | 0                     | 37    | 1     |
| Aris Salónica F. C. · Grecia            | 1.ª           | 2023-24       | 31    | 0     | 6                | 0                | 2                     | 0                     | 39    | 0     |
| Aris Salónica F. C. · Grecia            | 1.ª           | 2024-25       | 22    | 0     | 3                | 0                | —                     | —                     | 25    | 0     |
| Aris Salónica F. C. · Grecia            | Total club    | Total club    | 53    | 0     | 9                | 0                | 2                     | 0                     | 64    | 0     |
| Total carrera                           | Total carrera | Total carrera | 312   | 3     | 40               | 1                | 13                    | 1                     | 365   | 5     |

## Palmarés

### Títulos nacionales
| Título                     | Club                        | País   | Año  |
| -------------------------- | --------------------------- | ------ | ---- |
| División de Honor Juvenil  | F. C. Barcelona Juvenil "A" | España | 2009 |
| Copa de Campeones Juvenil  | F. C. Barcelona Juvenil "A" | España | 2009 |
| Primera División de España | F. C. Barcelona             | España | 2011 |
| Supercopa de España        | F. C. Barcelona             | España | 2011 |
| Copa del Rey               | F. C. Barcelona             | España | 2012 |
| Primera División de España | F. C. Barcelona             | España | 2013 |
| Supercopa de España        | F. C. Barcelona             | España | 2013 |
| Primera División de España | F. C. Barcelona             | España | 2015 |
| Copa del Rey               | F. C. Barcelona             | España | 2015 |
| Copa del Rey               | Real Betis Balompié         | España | 2022 |

### Títulos internacionales
| Título            | Club (*)            | Sede      | Año  |
| ----------------- | ------------------- | --------- | ---- |
| Europeo sub-17    | Selección de España | Turquía   | 2008 |
| Eurocopa sub-21   | Selección de España | Dinamarca | 2011 |
| Eurocopa sub-21   | Selección de España | Israel    | 2013 |
| Liga de Campeones | F. C. Barcelona     | Berlín    | 2015 |

(*) Incluyendo la selección.